# فردریک مارکس
فردریک مارکس (انگلیسی: Frédéric Marques؛ زادهٔ ۵ ژوئن ۱۹۸۵) بازیکن فوتبال اهل فرانسه است.